# John Koenig (diplomate)
Pour les articles homonymes, voir John Koenig.
John M. Koenig (24 septembre 1958, Tacoma - ) est un diplomate américain et servi comme ambassadeur des États-Unis à Chypre (en) de 2012 à 2015.

## Biographie

### Jeunesse et formation
John M. Koenig est né à Tacoma, Washington. Adolescent, il a visité le Pakistan avec un ami de la famille et a ensuite été un étudiant d'échange. Il a obtenu un B.A. en anthropologie de l'Université de Washington et une maîtrise en relations étrangères de l'Université Johns Hopkins.

### Carrière
Agent de carrière à l'étranger, il a occupé des postes en Belgique, en Grèce, en Indonésie, en Italie et aux Philippines Il a servi comme chef de mission adjoint à l'ambassade des États-Unis à Berlin. Il est nommé ambassadeur à Chypre par le Sénat américain le 2 août 2012. Assermenté le 17 août 2012, Koenig a présenté ses lettres de créance au président chypriote, Dimítris Khristófias, le 12 septembre 2012. L'affectation a pris fin lorsqu'il a été remplacé par Kathleen A. Doherty le 7 octobre 2015.